# Sainte-Mesme
Sainte-Mesme es una comuna francesa situada en el departamento de Yvelines, en la región de Isla de Francia. Esta pequeña localidad está ubicada a unos 30 km al suroeste de París.

## Demografía
| 525 | 554 | 557 | 741 | 814 | 866 | 912 |
| Para los censos de 1962 a 1999 la población legal corresponde a la población sin duplicidades (Fuente: INSEE [Consultar]) |     |     |     |     |     |     |